# 赤兴乡
赤兴乡，是中华人民共和国江西省宜春市万载县下辖的一个乡镇级行政单位。

## 行政区划
赤兴乡下辖以下地区：
楼山村、新华村、镜山村、皂下村、浙桥村、花桥村和书堂村。